# Katharine McCormick

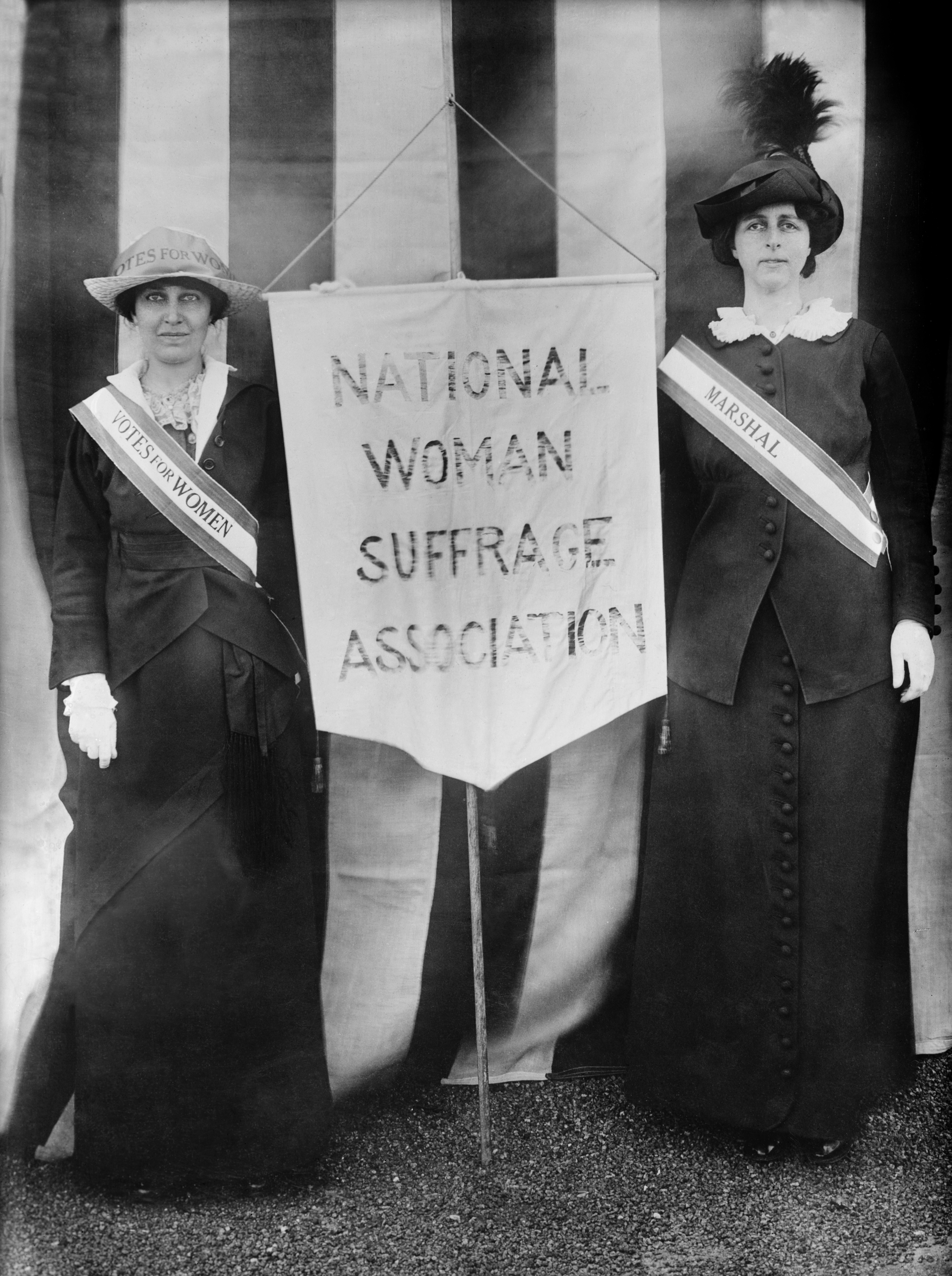
Katharine McCormick (links) bei der National American Woman Suffrage Association (1913)

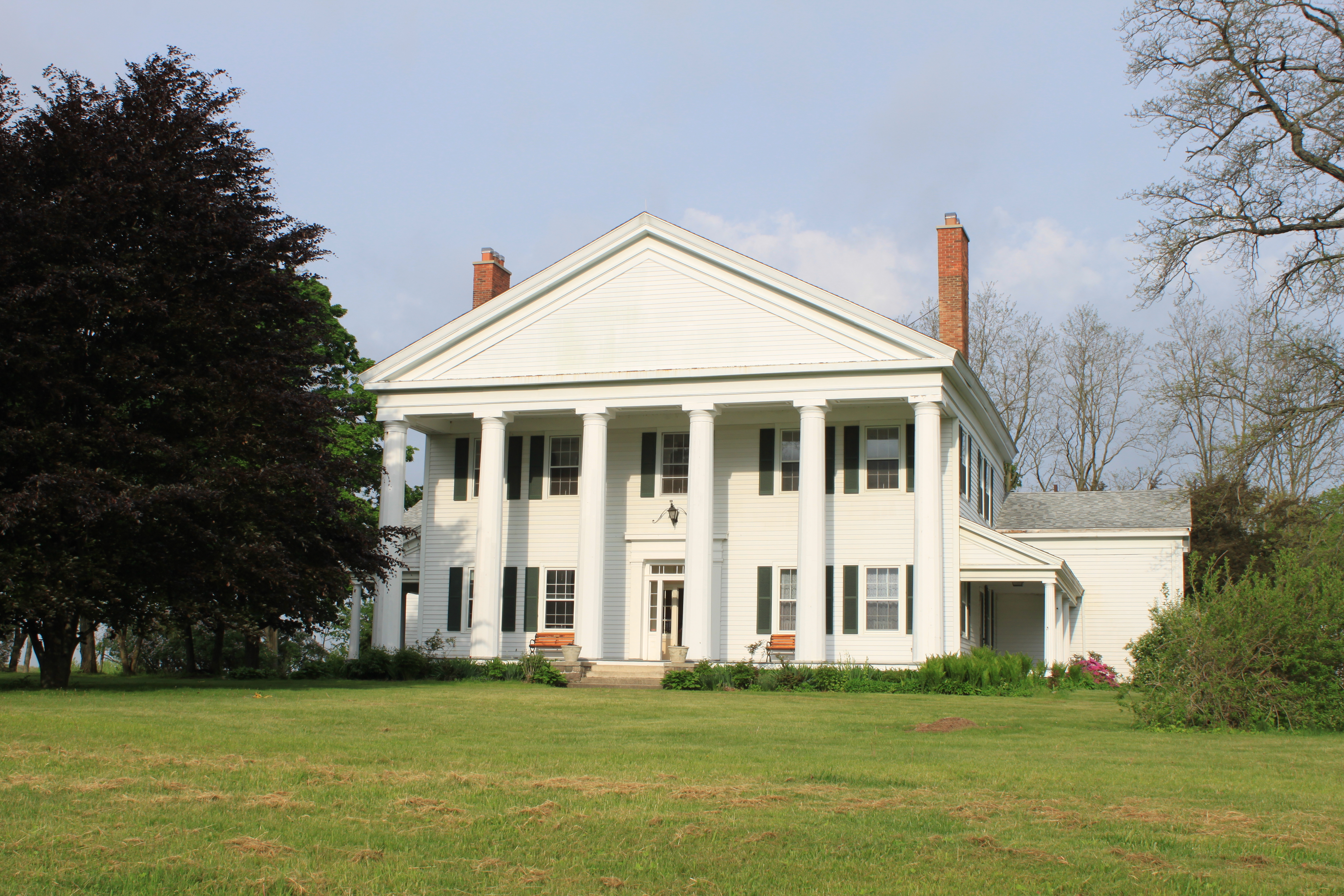
Geburtshaus Gordon Hall in Dexter (aktuelle Fotografie)

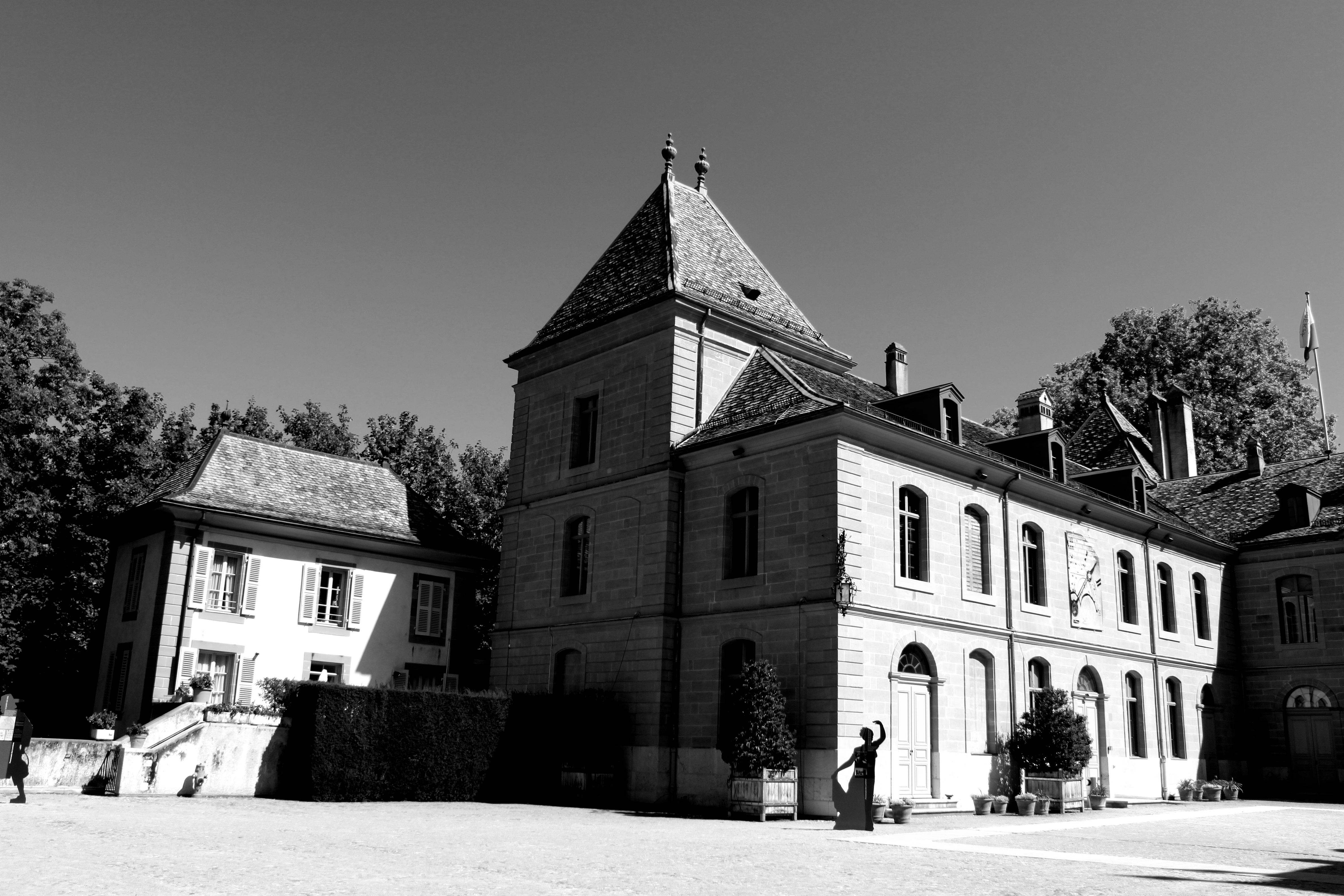
Aus dem Besitz ihrer Mutter: Château de Prangins am Genfer See (zeitgenössische Fotografie)

Katharine Dexter McCormick (geboren 27. August 1875 in Dexter, Michigan; gestorben 28. Dezember 1967 in Boston) war eine großbürgerliche US-amerikanische Frauenrechtlerin und finanzielle Förderin der Entwicklung der Antibabypille.

## Leben
Katharine Dexter war die Tochter des wohlhabenden Chicagoer Rechtsanwalts Wirt Dexter, eines Nachkommen von Samuel Dexter, und wurde auf dem Familiensitz Gordon Hall geboren. Nach dem Tod des Vaters zog sie 1890 mit ihrer Mutter nach Boston. Sie studierte Biologie am Massachusetts Institute of Technology und war die zweite Frau, die dort das Studium mit einem B.Sc. abschließen durfte. Noch in den 1960er Jahren musste sie sich dafür einsetzen, dass das Frauenstudium auch an dieser Eliteuniversität eine Selbstverständlichkeit wurde, und stiftete 1963 dafür den Bau und Unterhalt eines Studentinnenwohnheims.
Sie heiratete 1904 in Genf Stanley Robert McCormick (1874–1947), den jüngsten Sohn von Cyrus McCormick, Gründer der McCormick Harvesting Machine Company, und sie zogen nach Brookline, Massachusetts, sie hatten keine Kinder. Bei Stanley McCormick wurde 1906 die Geisteskrankheit Dementia praecox diagnostiziert, und Katharine kümmerte sich bis zu seinem Ableben im Jahr 1947 um ihn. Auch in der Hoffnung, ihm medizinisch helfen zu können, unterstützte sie die neuroendokrinologische Forschung an der Harvard Medical School und eine Fachzeitschrift finanziell. Der Autor T.C. Boyle schrieb 1998 den Roman Riven Rock über Stanley McCormick und dessen Geisteskrankheit.
1962 überließ sie Schloss Prangins, das sie von ihrer Mutter geerbt hatte, der US-Regierung, als ihr Freund Adlai Stevenson einen Sitz für die in Genf ansässigen amerikanischen Diplomaten suchte. Das Schloss ging später in Schweizer Besitz über und ist seit 1998 Sitz der Westschweizer Dependance des Schweizerischen Nationalmuseums.

### Frauenrechtlerin
Im Jahr 1909 trat McCormick erstmals öffentlich als Rednerin bei einer Suffragettenversammlung in Massachusetts auf. Sie unterstützte die Wochenzeitung Woman’s Journal der National American Woman Suffrage Association, in der sie Schatzmeisterin wurde. Als 1920 mit dem 19. Zusatzartikel zur Verfassung der Vereinigten Staaten das Wahlrecht für Frauen in den USA erkämpft war, wurde sie Vizepräsidentin der Wählerinnenorganisation League of Women Voters.

### Empfängnisverhütung
Schon in den 1920er Jahren unterstützte sie die Frauenrechtlerin Margaret Sanger, die Methoden der Empfängnisverhütung propagierte, obschon sie dafür gesellschaftlich geächtet und juristisch verfolgt wurde, und schmuggelte für ihre Beratungsstellen Diaphragmen aus Europa in die USA.
Auf Anraten von Sanger unterstützte sie ab 1953 die Forschungsarbeiten der Chemiker Carl Djerassi und Gregory Pincus für eine hormonelle Empfängnisverhütung und die Versuchsreihen von John Rock (klinische Tests von Noretynodrel, entwickelt 1952 bei der Pharmafirma GD Searle von Frank B. Colton), sie gehört mit diesen zu den vier Personen, die die Entwicklung der Antibabypille entscheidend vorangebracht haben. Bis in die 1960er Jahre bedurfte die Forschung noch McCormicks Geldmittel, bevor sich die hormonelle Empfängnisverhütung zu einem profitträchtigen Milliardengeschäft der Pharmaindustrie entwickelte.